# Louis Forton
Louis Forton   (Sées, 14 de març de 1879 - Saint-Germain-en-Laye, 15 de febrer de 1934) nom artistic de Louis Alphonse Forton, va ser un guionista, dibuixant de còmic i un dels pioners del còmic francès. És l'autor de la famosa sèrie satírica i d'humor, Les Pieds Nickelés, creada el 1908 i de Bibi Fricotin, el 1928, dibuixada després de la seva mort per Gaston Callaud.

## Biografia
Louis Alphonse Forton va néixer a Sées, al departament d'Orne, el 14 de març de 1879. Abans de ser dibuixant, Louis Forton era un cuidador de cavalls i després genet. Després de la reunió el 1904 amb un dels germans Offenstadt, que va començar a publicar revistes il·lustrades per a joves, el varen contractar com dibuixant al setmanari L'Illustré. Començà així la seva carrera artística amb la publicació de L'Histoire du Sire de Ciremolle. Poc després de la desaparició d'aquesta revista, col·laborà regularment al Petit Illustré rire, a revistes militars com La Vie en culotte rouge, La Vie de Garrison, així com Polichinelle i Petit Illustré Amusant.
Per al llançament de The American Illustrated, el 1907, va dibuixar moltes històries com Isidore Mac Aron, Anatole Fricotard i Séraphin Laricot, sota pseudònims de parla anglesa com "Tom Hatt", "Tommy Jackson" o "W. Paddock". El 1908 es va convertir en el principal dibuixant de L'Épatant, per la qual va crear el Pieds nickelés al novè número del 4 de juny de 1908. Va dibuixar 1948 pàgines per a aquesta sèrie. Al mateix temps, va continuar dibuixant per a revistes com La Vie de Garnison, així com Mon Copain du Dimanche (1911) i Pêle-Mêle (1924). El 1924 va aturar Les Pieds Nickelés per crear Bibi Fricotin al Petit Illustré. El 1925 va crear Les aventures de Ploum per a l'Epatant. El 1927 va reprendre les aventures dels Pieds Nickelés, que va continuar fins a la seva mort el 15 de febrer de 1934 a Saint-Germain-en-Laye després d'una operació quirúrgica.
El seu fill dirigia el bar des Mûriers ("Aux Pieds Nickelés"), avinguda Gambetta, a París, i el seu net Gérald Forton es va convertir en un dibuixant com ell.